# Slesvig Domskole
Slesvig Domskole, tysk gymnasium i Slesvig by. Skolen har ca. 830 elever, som undervises af ca. 64 lærere.
Domskolens historie går tilbage til omkring 1150, hvor der blev oprettet en klosterskole i tilknytning til byens domkirke. Skolen er dermed Sydslesvigs og Slesvig-Holstens ældste skole. I løbet af middelalderen blev en række katedralskoler knyttet til bispesædernes domkirker oprettet. Formålet med skolen var dengang at uddanne katolske præster. De blev efter reformationen til latinskoler.
I 1869 flyttede skolen til sin nuværende adresse i Kongegade/Königstraße. I 1972 optages de første piger på skolen.

## Kendte studenter fra Domskolen
- Asmus Jacob Carstens, dansk maler
- Udo Corts, tysk politiker i Hessen
- Jürgen Drews, tysk musiker
- Johannes Ewald, dansk digter
- Kay Nehm, tysk jurist
- Hans-Hermann Tiedje, tysk journalist